# Aufholeffekt
Der Aufholeffekt (auch: Catching-up-Effekt) beschreibt folgende Beobachtung: Geht man von einem gegebenen Ausgangspunkt aus, so erreichen arme Volkswirtschaften tendenziell ein schnelleres Wirtschaftswachstum als reichere Länder.
Bereits sehr geringe Investitionen in einer wenig entwickelten Volkswirtschaft würden beispielsweise zu ersten Innovationen führen, mit denen eine stark verbesserte Produktion möglich wäre.

## Grundlagen der Catching up-Hypothese
Nach der neoklassischen Konvergenzhypothese findet aufgrund unterschiedlicher Ausgangswerte der Kapitalintensität eine Annäherung (Konvergenz) der Pro-Kopf-Einkommen von Volkswirtschaften statt. Die Follower (ärmere Volkswirtschaften) haben eine geringere Kapitalintensität als Leader (reichere Volkswirtschaften) und somit besteht für die Follower ein Aufholpotenzial.
Die neoklassische Konvergenztheorie wird von Moses Abramovitz durch sogenannte „Social Capabilities“ relativiert, d. h. eine Volkswirtschaft muss, um am Aufholprozess teilhaben zu können eine gewisse Basis haben (Rechtssicherheit, Humankapital...).
Falls offene Volkswirtschaften vorliegen, kann durch Wissenstransfer, also Austausch von neuen Technologien eine Verstärkung des catching-up-Prozesses entstehen.
Sala-i-Martin hat zwei wichtige Kriterien zur Unterscheidung der Annäherungsprozesse eingeführt:
Es liegt eine β-Konvergenz vor, wenn eine schwächer entwickelte Volkswirtschaft höhere Wachstumsraten aufweist als stärker entwickelte Volkswirtschaften. Bedingte β-Konvergenz deutet an, dass nur solche Volkswirtschaften langfristig dasselbe Einkommensniveau erreichen, welche bestimmte Voraussetzungen erfüllen. So beispielsweise „gleiche Ausstattung mit Humankapital“ oder „Infrastruktur“. Die σ-Konvergenz liegt vor, wenn eine Gruppe von Volkswirtschaften, langfristig betrachtet, zum selben Einkommensniveau tendiert.